# وينوك
في الدولة العثمانية، وينوك (بالتركية: Voynuk)‏ هي نوع من الطبقة الاجتماعية العسكرية العثمانية تم تشكيله من النصارى في عام 1370 ولا سيما من سلافيين، و هم المواطنين العثمانيين من البلقان، ولا سيما من مناطق جنوب صربيا ومقدونيا وثيساليا وبلغاريا وألبانيا وقليلا منهم في البوسنة وحول منطقة الدانوب سافا. ينتمي الوينوك إلى سنجق وينوك التي لم تكن وحدة إقليمية مثل السناجق الأخرى ولكن وحدة تنظيمية منفصلة من الإمبراطورية العثمانية.

## التأسيس
يشتق مصطلح "voynuk 'من' voynik 'وهو ما يعني في اللغات السلافية الجنوبية"الجندي". تلك الفئة من المواطنين كانت موجودة في القرون الوسطى في صربيا. كانوا في الأصل أعضاء طبقة النبلاء في البلقان الحاليين الذين انضموا للعثمانيين في القرن 14، وسمح لهم بالاحتفاظ بعقاراتهم لأن العثمانيين قسموا الجماعات العسكرية بانتظام ما قبل الجماعات العسكرية العثمانية، بما في ذلك وينوك، في نظامهم الخاص في الفترة الأولى من التوسع العثماني من أجل إنجاز الفتوحات الجديدة بسهولة أكبر.

## خصائص
كان وينوك مواطنين غير مسلمين معفيين من الضرائب مقابل الخدمة العسكرية في فترات الحرب. الشكل الوحيد من أشكال الضرائب التي فرضت عيهم كانت 'مقطوع'، وهو المبلغ المقطوع المفروض على مجتمعات وينوك، وليس لفرد واحد. خلال فترات السلام كانوا يعيشون على المجال الزراعى، أي الزراعة وتربية الماشية. سمح لهم بالحفاظ على 'باشتيناس' (قطعة القابلة للتوريث من الأراضي الصالحة للزراعة) وكان تُحق للنهب خلال الحرب. كانت وينوك جزء مهم من القوات العثمانية حتى القرن 16 عندما بدأت أهمية العسكرية بالانكماش أدى إلى أنهم فقدوا وضعهم المتميز، وأصبح مساويا لموقف الطبقات العسكرية المسلمة. نظرا للامتيازات المفقودة بدأ العديد من وينوك بدعم البنادقة أو هابسبورغ وللانضمام هايدوك. في بداية القرن 18 حوالي ثلث الشبان المسيحيين الذين يعيشون قرب الحدود العثمانية/ المسيحي حيث كانت أعضاء هذه المجموعات من الخارجين عن القانون.
في البداية، كانت المهمة الرئيسية لوينوك لحراسة الحدود العثمانية في بلغاريا ومقدونيا، إما عن طريق القيام بدوريات أو عمليات التوغل في أراضي العدو. في وقت سابق، أصبحت وينوك القوات المساعدة التي وفرت وسائل النقل والخيول للقوات العثمانية خلال حملاتهم. في القرن 16 كان هناك نحو 40,000 وينوك في بلغاريا الذين تم تسجيلهم كأكبر مجموعة عسكرية في تلك المنطقة. خلال القرنى 16 و 17 استخدم العثمانيون على المدى وينوك كمرادف للبلغار في الوثائق العثمانية.

## الرتب
كان للوينوك التسلسل الهرمي الخاصة بهم مع الرتب التالية، بدءاً من الأعلى:
- وينوك سنجق بك
- وينوك بك
- تشرى باشى